# Yamaha DT 80 LC
Die Yamaha DT 80 LC ist ein geländegängiges Leichtkraftrad der Kategorie Enduro des japanischen Fahrzeugherstellers Yamaha. Die Typbezeichnung DT steht für Dirt Track, die Zahl benennt die Hubraumgröße in cm³, das Suffix LC bedeutet Liquid Cooled (deutsch flüssigkeitsgekühlt).

## Geschichte
Die Entwicklung der Enduro lässt sich bis zur „DT 1“ zurückverfolgen, deren Produktion die Firma 1967 aufgenommen hatte. Kennzeichnend für die bisher im Laufe der Jahre in Hubraumversionen von 50 bis 400 cm³ hergestellten DT-Modelle ist der Einzylinder Zweitakt-Ottomotor. Seit 1997 wird die Yamaha DT 80 in Deutschland nicht mehr verkauft, da man ab diesem Jahr mit 16 Jahren 125 cm³ Motorräder fahren durfte. In anderen Ländern wurde die Produktion ebenfalls eingestellt.

## Technik

### Motor
Die Krafterzeugung erfolgt durch einen flüssigkeitsgekühlten Einzylindermotor von Minarelli. Der Hubraum des Zweitaktmotors beträgt 79 cm³ um der Leistungsbeschränkung durch die Führerschein und Fahrerlaubnis Führerscheinklasse 1b zu entsprechen. Es handelt sich hierbei ursprünglich um einen 49 cm³ Motor, dessen Zylinderbohrung auf 49 mm Durchmesser vergrößert wurde. Der ursprüngliche Motor wurde zum Beispiel bei der, in Deutschland nicht erhältlichen, DT 50 LC verbaut. Der Zweitaktmotor verfügte bereits über eine Getrenntschmierung, was für Zweiräder dieser Leistungsklasse in den 1980er Jahren noch ungewöhnlich war. Die Nennleistung beträgt 9,5 PS (LC) bzw. 9,9 PS (LC2) Die Zündung erfolgt über eine Kondensatorentladungszündung. Der Vergaser stammt von Mikuni und hat die Typbezeichnung VM18SS(LC) bzw. VM20SS(LC2). Der Motorstart erfolgt ausschließlich per Kickstarter.

### Antrieb
Die Kraftumwandlung erfolgt durch ein 6-Gang-Getriebe, die Krafttrennung durch eine Mehrscheiben-Ölbadkupplung und der Sekundärantrieb über einen Kettenantrieb mit einem 15er Ritzel und einem 48er beziehungsweise einem 51er Kettenblatt (je nach Modell).

### Fahrwerk
Der Motor wird von einem Rohrrahmen getragen. Der Vorderreifen wird über eine Teleskopgabel mit 230 mm Federweg geführt, das Hinterrad über eine Doppelarmschwinge mit Zentralfederbein und 200 mm Federweg.
Die Yamaha DT 80 ist im Vergleich zu der 125er durch ihre 108 bzw. 110 kg eine leichtgewichtige Enduro. Vor allem durch die Stollenbereifung, die langen Federwege und das geringe Gewicht ist die DT 80 auch gut im Gelände einsetzbar.
Die LC1 hat an Vorder- und Hinterachse eine Trommelbremse. Die LC2 hingegen an der Vorderachse eine Scheibenbremse und an der Hinterachse ebenfalls eine Trommelbremse.

### Leistung
Der wassergekühlte Einzylindermotor von Minarelli leistet in der DT 80:
|                       | DT 80 LC      | DT 80 LC2      |
| --------------------- | ------------- | -------------- |
| Bauzeitraum           | 1983–1985     | 1985–2001      |
| Kennung               | 37A           | 53V(A)         |
| Hubraum               | 80 cm³        | 80 cm³         |
| Leistung              | 7 kW (9,5 PS) | 7,4 kW (10 PS) |
| Höchstgeschwindigkeit | 80 km/h       | 80 km/h        |

### Lackierung
Bis 1997 gab es die DT 80 LC/2 in den Farbkombinationen Schwarz-Lila, Schwarz-Rot, Rot-Weiß, Weiß-Rot, Blau-Gelb, Schwarz-Türkis, Weiß-Pink und Weiß (spanische Version).

### Produktionsorte
Die DT 80 LC wurde in Japan sowie in Brasilien gebaut. Die DTs aus brasilianischer Produktion besitzen die Typbezeichnung 53VA, während die japanischen mit 53V bezeichnet sind. Es sind keine technischen Unterschiede zwischen den Produktionsorten bekannt. Als Besonderheit gab es noch eine in Spanien verkaufte Version der DT 80 LC2, welche einen hubraumschwächeren Zylinder mit 72 cm³ und geänderten Steuerzeiten besitzt. Weitere Besonderheiten des spanischen Sondermodells sind ein leistungssteigernder Krümmer, eine Zweikolben-Bremsanlage von Brembo am Vorderrad, sowie eine Tankverkleidung auf der linken Seite.

### Umrüstung auf über 80 km/h und legale Leistungssteigerung
Da die Versicherungsprämien für Leichtkrafträder bis 80 km/h sehr hoch sind, gibt es zwei legale Möglichkeiten um die DT80LC über 80 km/h und somit in eine günstigere Versicherungseinstufung zu bringen:
1. Durch ein Gutachten von Yamaha kann ein Ritzel mit 16 Zähnen verbaut werden, das die Höchstgeschwindigkeit auf 92 km/h steigert.
2. Durch das Einbauen des Malossi Tuning Zylinders mit 108 cm³ zusammen mit einem Ritzel mit 17 Zähnen kann die Leistung auf 14 PS und die Höchstgeschwindigkeit auf 90 km/h gebracht und mittels Gutachten auch in die Fahrzeugpapiere eingetragen werden.